# لوئیسینیو (بازیکن فوتبال، زاده ۱۹۹۰)
لوئیسینیو (انگلیسی: Luisinho؛ زادهٔ ۲۷ مارس ۱۹۹۰) بازیکن فوتبال اهل پرتغال است.
از باشگاه‌هایی که در آن بازی کرده‌است می‌توان به باشگاه فوتبال بوآویشتا و باشگاه فوتبال آکادمیکو ویزئو اشاره کرد.